# Cadeo
Cadeo est une commune italienne de la province de Plaisance dans la région Émilie-Romagne en Italie.
Le toponyme vient de Ca’ Deo (Casa di Dio) et veut dire « maison-Dieu » pour les pèlerins.

## Frazioni
Roveleto, Saliceto et Fontana Fredda sont 3 frazioni de Cadeo.

## Communes limitrophes
Carpaneto Piacentino, Cortemaggiore, Fiorenzuola d'Arda, Pontenure

## Jumelages
Marsaxlokk (Malte)

## Personnalités nées à Cadeo
- Guglielmo da Saliceto (1210-1277), moine dominicain et médecin du Moyen Âge, précurseur de la chirurgie, né dans le hameau de Saliceto di Cadeo.
- Luigia Uttini, la mère de Giuseppe Verdi, née à Saliceto di Cadeo